# Advanta Championships Philadelphia 2005
L'Advanta Championships of Philadelphia 2005 è stato un torneo femminile di tennis giocato sul cemento indoor. È stata la 15ª edizione del torneo, che fa parte della categoria Tier II nell'ambito del WTA Tour 2005. Si è giocato al Philadelphia Civic Center di Philadelphia, negli USA dal 31 ottobre al 6 novembre 2005.

## Campionesse

### Singolare
Amélie Mauresmo ha battuto in finale  Elena Dement'eva con il punteggio di 7–5, 2–6, 7–5.

### Doppio
Cara Black /  Rennae Stubbs hanno battuto in finale  Lisa Raymond /  Samantha Stosur con il punteggio di 6–4, 7–6.